# Agnia eximia
Agnia eximia är en skalbaggsart som beskrevs av Francis Polkinghorne Pascoe 1860. Agnia eximia ingår i släktet Agnia och familjen långhorningar. Inga underarter finns listade i Catalogue of Life.